# Mark Duper
Mark Duper, detto Super (Pineville, 25 gennaio 1959), è un ex giocatore di football americano statunitense che ha giocato nel ruolo di wide receiver nella National Football League (NFL). Fu scelto nel corso del secondo giro (52º assoluto) del Draft NFL 1982 dai Miami Dolphins. Al college giocò a football alla Northwestern University.

## Carriera professionistica
Duper fu scelto nel corso del secondo giro del Draft 1982 dai Miami Dolphins. Giocò gli anni migliori della carriera con il quarterback membro della Pro Football Hall of Fame Dan Marino e col compagno wide receiver Mark Clayton, con cui formò i popolari "Marks Brothers". Duper fu convocato tre volte per il Pro Bowl nel 1983, 1984 e 1986. La sua miglior stagione furono quelle del 1984, in cui ricevette 71 passaggi per 1.306 yard e 8 touchdown e quella del 1986, quando ricevette 1.313 yard e 11 TD. Nel 1984 disputò l'unico Super Bowl della carriera, venendo sconfitto dai San Francisco 49ers. Duper superò quattro volte le mille yard ricevute in stagione, l'ultima nel 1991 all'età di 32 anni, quando ne ricevette 1.085.
In 11 stagioni nella NFL ricevette 511 passaggi per 8.869 yard e 59 touchdown. Nel 1994 disputò due gare con i Miami Hooters della Arena Football League.

## Palmarès

### Franchigia
- American Football Conference Championship: 1

Miami Dolphins: 1984

### Individuale
- Convocazioni al Pro Bowl: 3

1983, 1984, 1986
- All-Pro: 2

1983, 1984
- Miami Dolphins Honor Roll

## Statistiche
| Ricezioni     | 511   |
| Yard ricevute | 8.869 |
| Touchdown     | 59    |